# 李正名
李正名（1931年1月2日—2021年10月4日），男，上海人，中共党员，中国有机化学与农药化学专家，中国工程院院士，现任南开大学教授、博导、南开大学科协主席。

## 生平
1953年，毕业于美国厄斯金学院，获化学学士学位。1956年，毕业于南开大学化学系，获硕士学位。1983年11月，加入中国共产党。1995年，当选中国工程院院士。
2021年10月4日，于天津去世。